# Gaythorne
Gaythorne est une banlieue de la ville de Brisbane, dans le Queensland, en Australie. Lors du recensement de 2016, Gaythorne comptait 3 023 habitants.

## Sources
- (en) Cet article est partiellement ou en totalité issu de l’article de Wikipédia en anglais intitulé « Gaythorne, Queensland » (voir la liste des auteurs).